# Mas Sant Josep (Alp)
El Mas Sant Josep és una obra d'Alp (Baixa Cerdanya) inclosa a l'Inventari del Patrimoni Arquitectònic de Catalunya.

## Descripció
Es tracta d'un mas cerdà, badius, corrals i cavallerisses, rehabilitats, cap els anys 50 del segle xx, com a habitatge plurifamiliar. Hi ha un total de 27 habitatges, de les quals 4 estan en el mas: un pis per planta i la resta estan a les quadres i badius habilitades en tipus dúplex.
El mas és quadrat, de quatre pisos, amb coberta a quatre vessants. Les antigues cavallerisses tenen tres pisos, amb la coberta a dues vessants. En el teulat encara es pot veure dos tallafocs que sobresurten. Les obertures estan emmarcades totes elles amb maó, amb insinuació d'arc rebaixat. Hi ha un imposant portal d'entrada, amb la data de 1896. Tot el conjunt té un aire conventual.